# Sphaerius laeviventris
Sphaerius laeviventris is een keversoort uit de familie oeverkogeltjes (Sphaeriusidae). De wetenschappelijke naam van de soort werd in 1923 gepubliceerd door George Charles Champion.